# بخش مهاباد
بخش مهاباد یکی از بخش های شهرستان اردستان استان اصفهان ایران است که در اسفند ماه ۹۷ با مصوبه دولت ایجاد شد.

## تقسیمات کشوری
- بخش مهاباد 
  - دهستان گرمسیر
  - دهستان همبرات

شهر: اردستان

## جمعیت
براساس سرشماری عمومی نفوس و مسکن در سال ۱۳۹۵، جمعیت بخش مهاباد برابر با ۱۵،۶۰۰ نفر بوده‌است.